# 茂木正淑
茂木 正淑（もてぎ まさよし、1962年11月24日- ）は、日本のプロレスラー。

## 来歴
- 1991年9月20日、群馬県伊勢崎市第2体育館にてvs島田宏戦にてデビュー。
- その後フリー→W☆ING→SPWF→レッスル夢ファクトリーと所属団体を移籍する。
- 1993年、アメリカのECWに参戦。
- 1994年4月16日、新日本プロレス主催の第1回スーパーJカップに出場。しかし獣神サンダー・ライガーに「ヘタをすると、ウチの新弟子以下の選手だよな」と罵られてしまう。
- 1996年8月、NWA世界ジュニアヘビー級王者として、新日本プロレス主催のジュニア8冠王座トーナメントに出場。
- レッスル夢ファクトリー脱退後は、再びフリーとなり大日本プロレスなどに参戦。
- プロレスリング・ナイトメアに入団、その後ガロガ、ガロガ騎士’sと団体名を変えるが2007年末をもって同団体が活動を停止、フリーとなる。
- 2004年、群馬県館林市民体育館で格闘技生活25周年記念興行を行い、タッグマッチではあるがかつて自分を罵ったライガーとの対戦が実現した。その試合は茂木組が勝利し「次回館林大会はライガーとシングルをやります」と豪語したが、結局対戦は実現しなかった。
- 2009年1月19日、上州プロレスを旗揚げ。
- 2018年8月7日、上州プロレス館林大会における加藤茂郎・死神・怨霊戦（パートナーはKAMIKAZE・GENTARO）をもって現役を引退した。
- 2023年6月18日、群馬県伊勢崎市で開催された「Mr.ポーゴ追悼7回忌興行」で限定復帰した[1]。

## エピソード
- かつて三洋電機に勤務していた。
- チャビンガーのリングネームで試合に出場する際は覆面を着用していた。
- 凶器としてちゃぶ台を使用していた。
- テレビ朝日系列ロンドンハーツに娘の父親として出演した事がある。

## タイトル
- レッスルブレインヘビー級王座
- WWCジュニアヘビー級王座
- NWA世界ジュニアヘビー級王座
- BJW認定ジュニアヘビー級王座
- IWA世界ミドル級王座
- IWA世界ジュニアヘビー級王座
- UWA世界ミドル級王座

## 得意技
- 連続式ジャーマンスープレックス
- ちゃぶ台攻撃（反則）
- 掌底
- 雪崩式ブレーンバスター